# Pastilles de Vichy

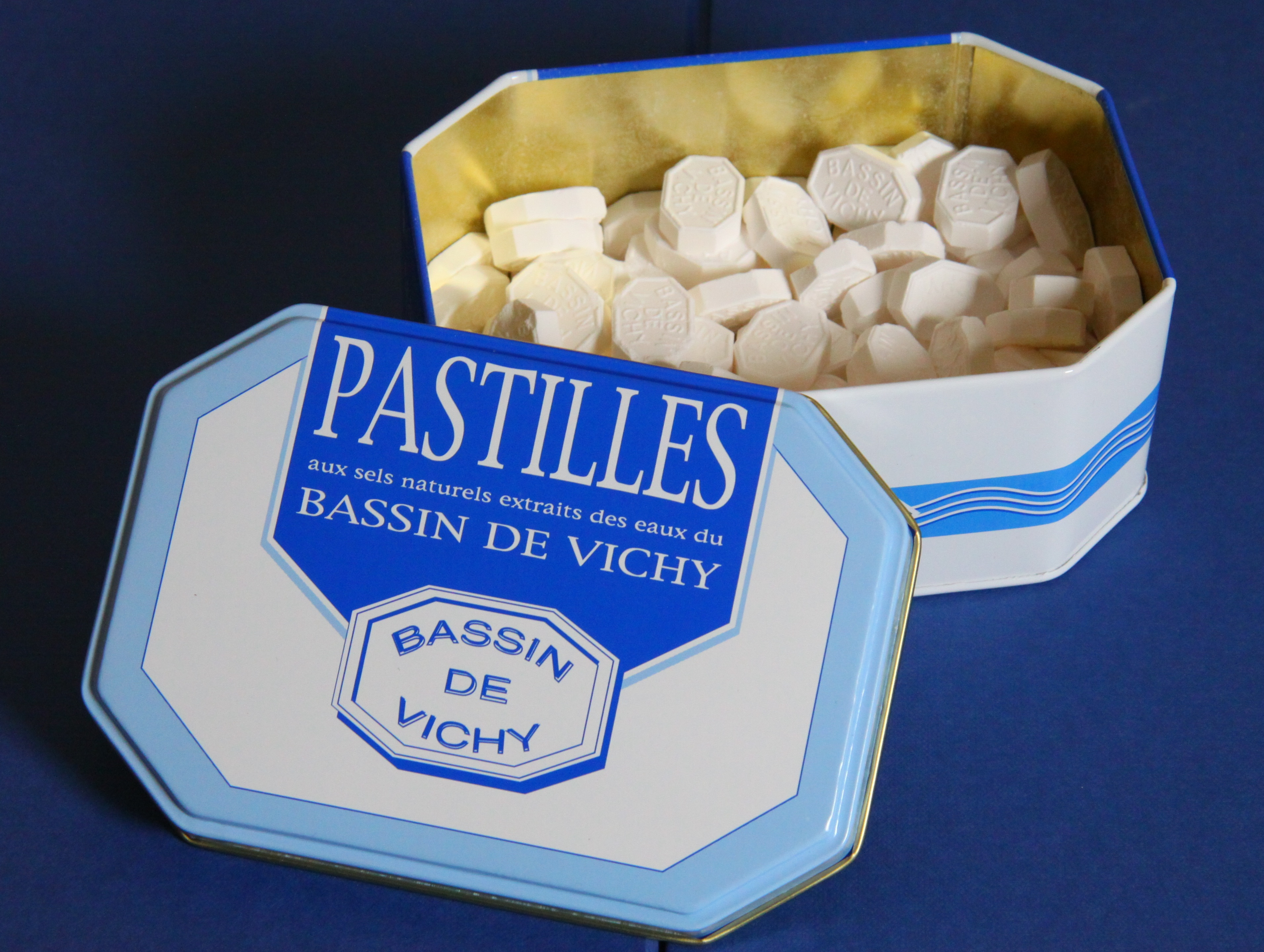
Envàs

Vichy són uns caramels amb forma de pastilles octogonals i de color blanc, són una especialitat de Vichy, fabricades amb les sals minerals de la famosa aigua mineral d'aquell indret. Pesen 2,5 g i es comercialitzen amb tres sabors diferents: menta, llimona o anís. Foren inventades en 1825 pel químic Jean-Pierre-Joseph d'Arcet, membre de l'Acadèmia Francesa de les Ciències i de l'Acadèmia de Medicina, que va descobrir les propietats digestives de l'hidrogencarbonat de sodi, principal component mineral de les aigües de Vichy. Es tracta doncs de pastilles alcalines per a millorar la digestió.